# Паводок у Тбілісі (2015)
Повідь у Тбілісі в 2015 році — стихійне лихо, яке сталося у столиці Грузії Тбілісі в ніч з 13 на 14 червня 2015 року, що було зумовлене рясними дощами та виходом з берегів річки Вере. Внаслідок поводі загинуло 19 людей, також сильно постраждав Тбіліський зоопарк, розташований в центральній частині міста. Його нижня частина була затоплена і майже повністю зруйнована. З 600 мешканців зоопарку більше 300 загинули: вони або потонули в потоках води, або втекли в місто і були застрелені спецназом.

## Масштаб лиха

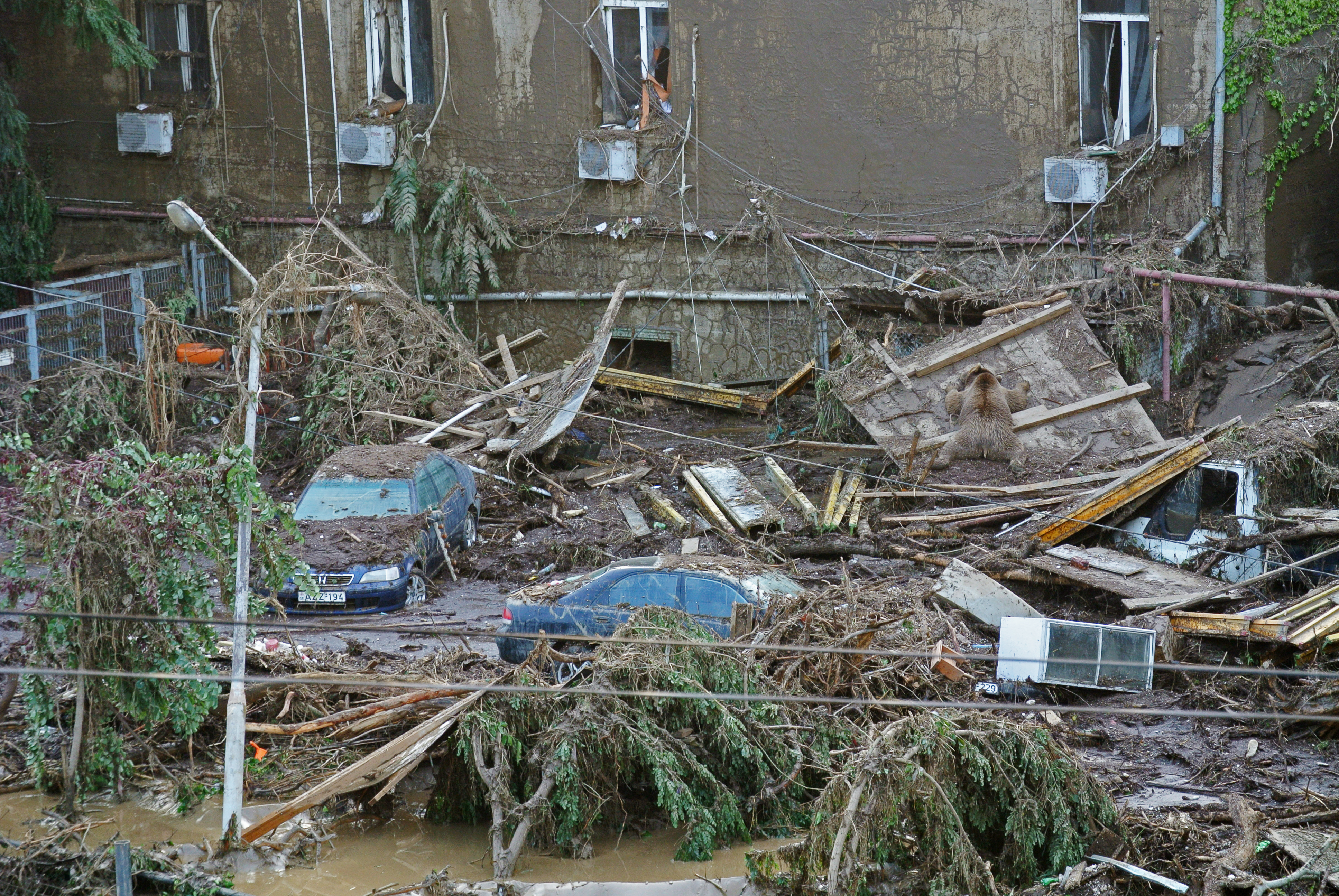
Тбіліський зоопарк після поводі

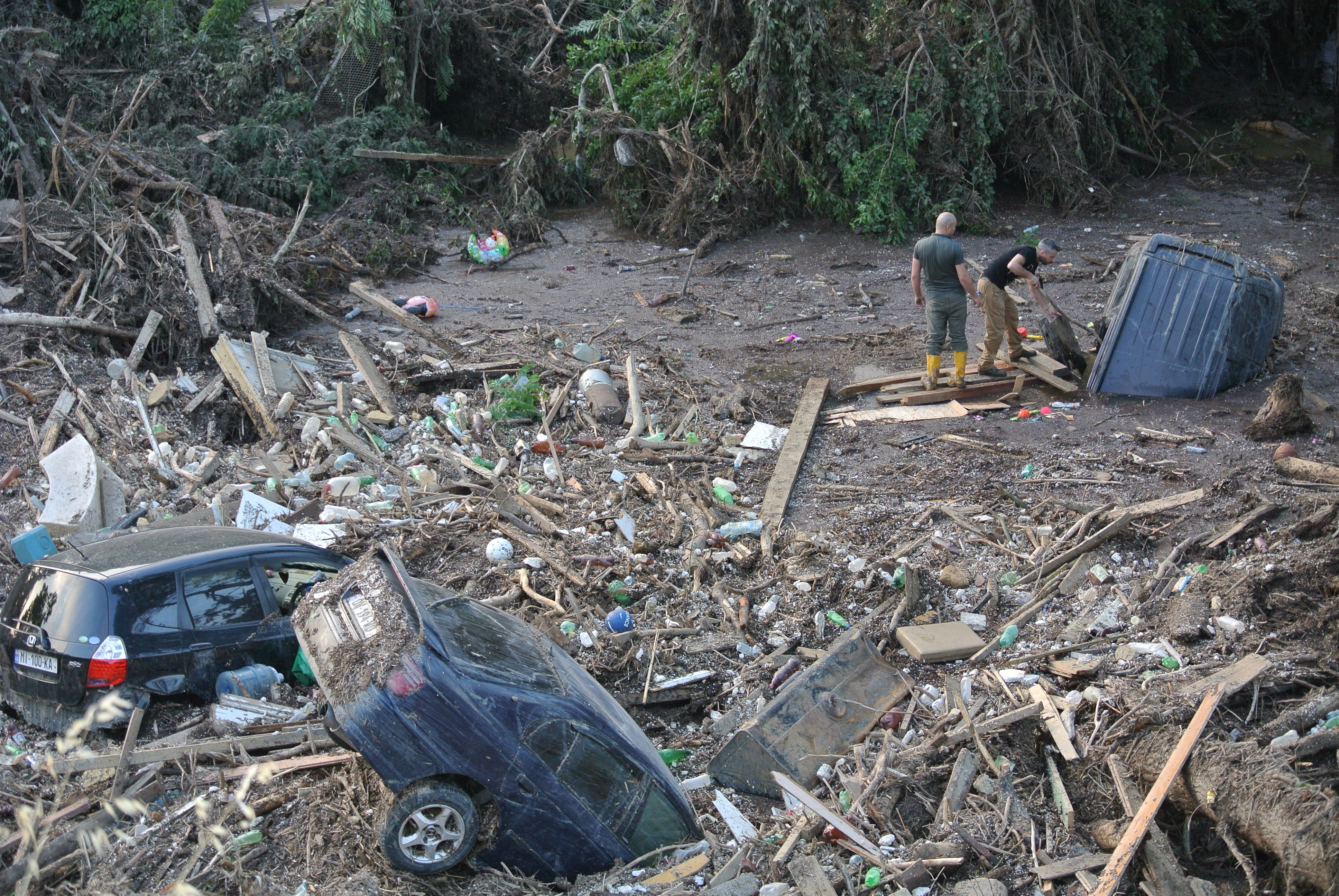
Річка Вірі після поводі

Епіцентром поводі стала прилегла до столичного зоопарку та траси Ваке-Сабуртало територія в ущелині річки Вере. Підйом води становив до 10 метрів. Затоплено зоопарк, житлові будинки та будівлі, пошкоджено дороги, інфраструктуру. В місті немає газу і світла.
Загиблими вважається 15 людей, тіла трьох людей виявлено безпосередньо на території зоопарку. Ще близько 200 чоловік постраждали від стихії, розпочато процес їх переселення в місця тимчасового проживання.
Потоками води знищено всю інфраструктуру на території зоопарку. Через затоплення нижньої частини зоопарку загинули близько 300 звірів, десятки хижаків, в тому числі крокодил, шість левів, шість тигрів, сім ведмедів і 13 вовків втекли і розгулюють містом. Частину хижаків вдалося нейтралізувати та повернути у вольєри — серед них крокодил, бегемот і декілька левів. Через неможливість відлову та агресивну поведінку було вбито усіх вовків та деяких інших тварин, в тому числі двох левів та одного тигра.
14 червня за даними міністра фінансів Грузії Нодара Хадурі, збиток, завданий стихією, оцінювався приблизно в 40 мільйонів ларі (близько 18 мільйонів доларів). 16 червня прем'єр-міністр Грузії Іраклій Гарібашвілі повідомив, що збитки від поводі в Тбілісі може досягти 100 мільйонів ларі (близько 45 мільйонів доларів). За словами Гарібашвілі, в даний час ведеться активна робота з донорами, різними міжнародними організаціями.

## Ліквідація наслідків

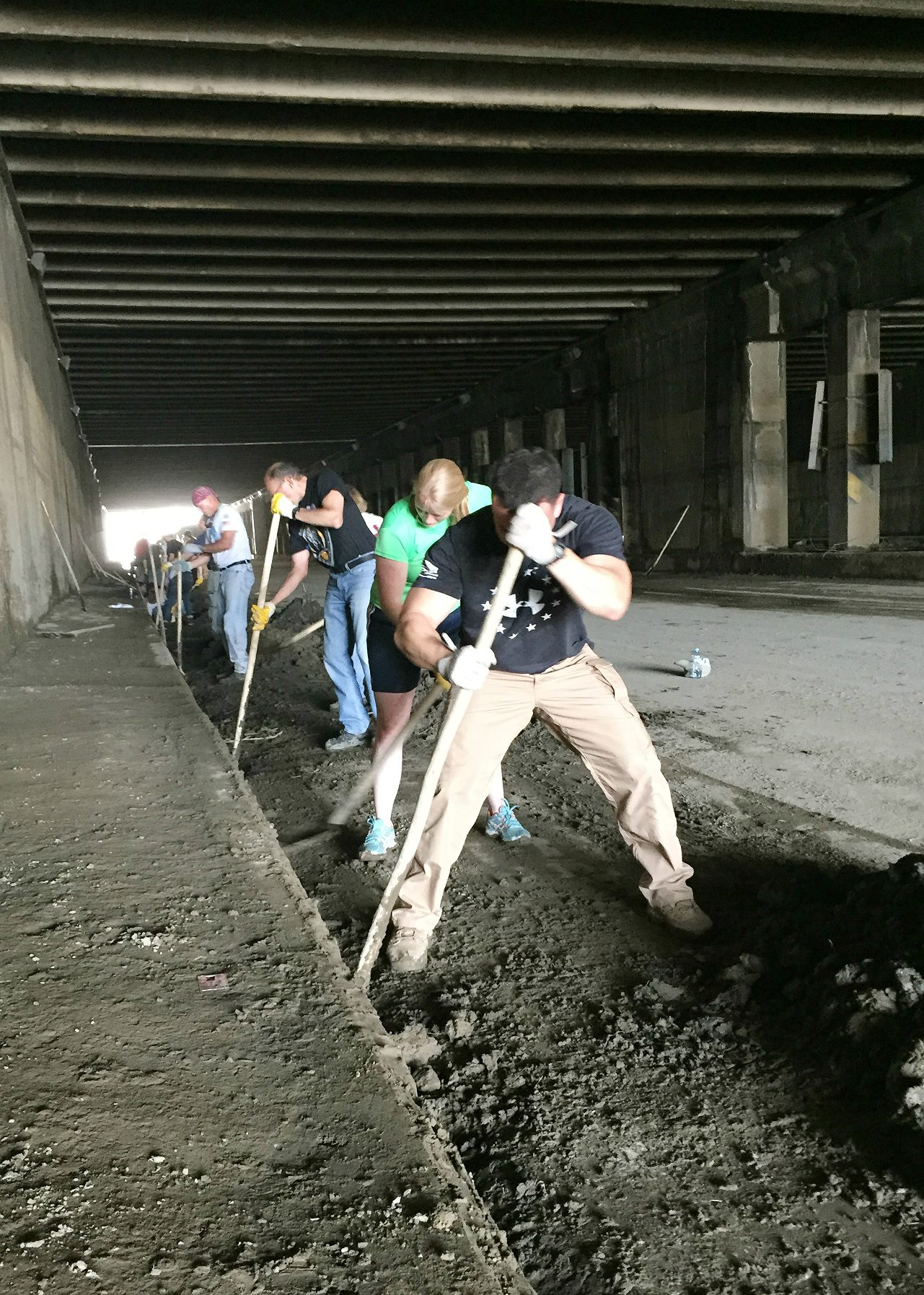
Співробітники посольства США допомагають добровольцям ліквідувати наслідки катастрофи

15 червня було повідомлено про те, що у Тбілісі є небезпека повторної поводі через те, що зсув ґрунту перекрив річку Вере. Для запобігання повторної катастрофи ніяких дій не було прийнято Наступного дня у Чугуретському районі Тбілісі, на вулиці Чечелашвілі # 74, зійшов зсув.
Мер столиці Грузії Давид Нарманія заявив, що Тбіліський зоопарк планується перенести на нове місце на околиці міста, а замість старого буде створена високоякісна рекреаційна зона та посаджені нові дерева.
16 червня прем'єр-міністр Грузії Іраклій Гарібашвілі заявив, що всі тварини, які втекли з Тбіліського зоопарку, виловлені. Проте наступного дня, 17 червня, білий тигр, який втік із зоопарку під час поводі, напав на двох людей, один з яких отримав серйозні поранення, а другий загинув. Згодом того ж дня було виявлено, що ще один тигр досі знаходиться на вулицях Тбілісі. Через це у столиці був оголошений надзвичайний стан, а директора Тбіліського зоопарку Зураба Гуріелідзе викликали в прокуратуру.

## Пам'ять про загиблих
19 червня Рада Миколаївського зоопарку ухвалила рішення про нагородження посмертно орденом Миколи Леонтовича співробітників Тбіліського зоопарку Гуліко Концелідзе і Гіві Двалі, загиблих при порятунку тварин.

## Реакція на події

### Місцева
Прем'єр-міністр Грузії Іраклій Гарібашвілі оголосив 15 червня Днем жалоби.

### Міжнародна
Агентство системи Організації Об'єднаних Націй у справах біженців, УВКБ ООН, мобілізувало свій офіс в Тбілісі для організації допомоги постраждалим. Уряди Латвії, Вірменії, Азербайджану, Туреччини, України, Литви, США, ЄС та Росії запропонували свою допомогу.
14 червня Євросоюз заявив про свою солідарність з Грузією, а також про те, що Координаційний центр екстреного реагування готовий надати допомогу. 17 червня ЄС заявив про виділення Грузії 3 мільйонів євро для боротьби з наслідками смертоносних поводей в Тбілісі. Європейська комісія також надасть 400 тисяч євро гуманітарних коштів для допомоги найбільш постраждалим сім'ям.
Директор зоопарку Тбілісі Зураб Гуріелідзе повідомив, що зоопарки різних країн запропонували свою допомогу у відновленні колекції, серед них — Миколаївський, Одеський та інші.

## Галерея

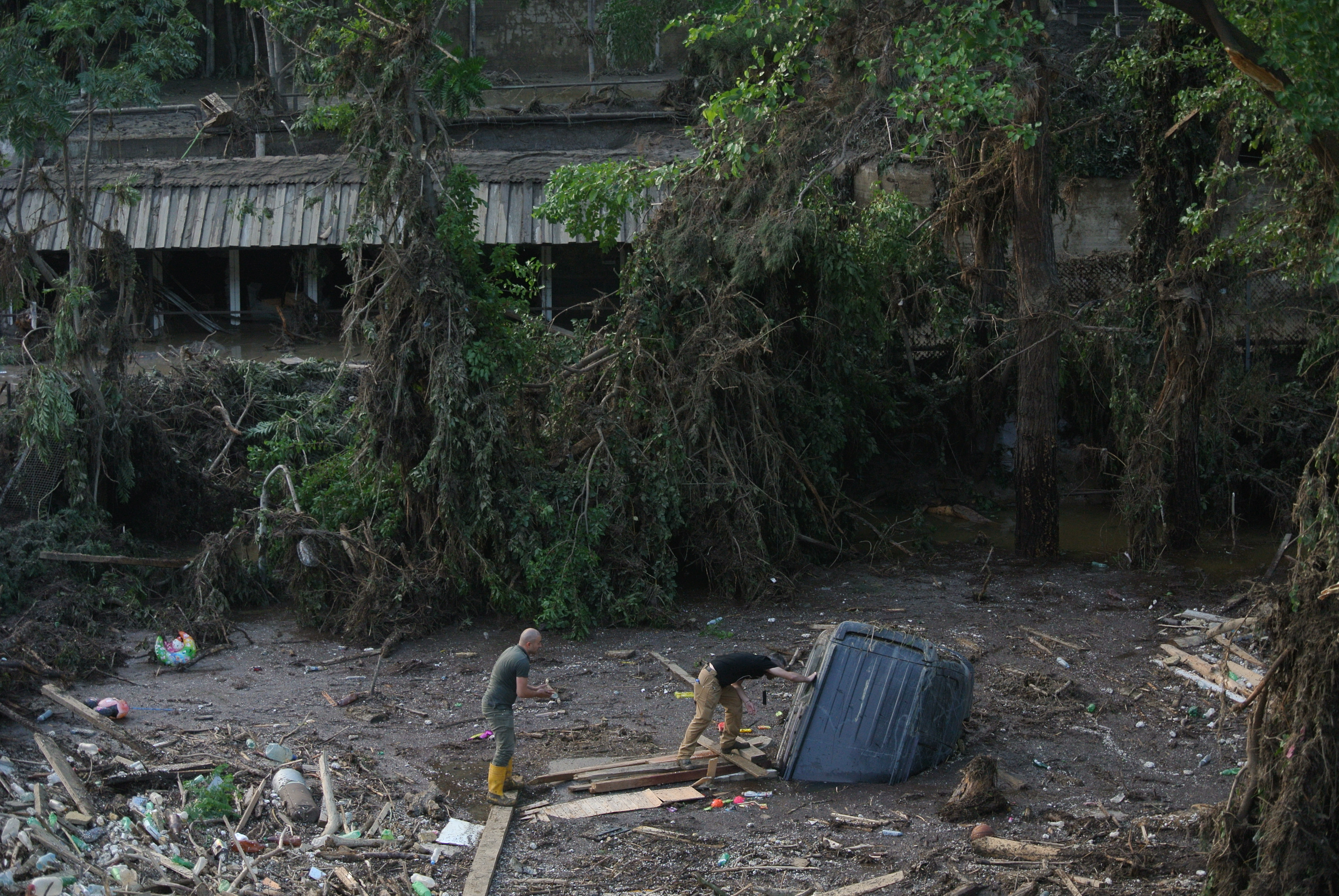
Тбіліський зоопарк після поводі
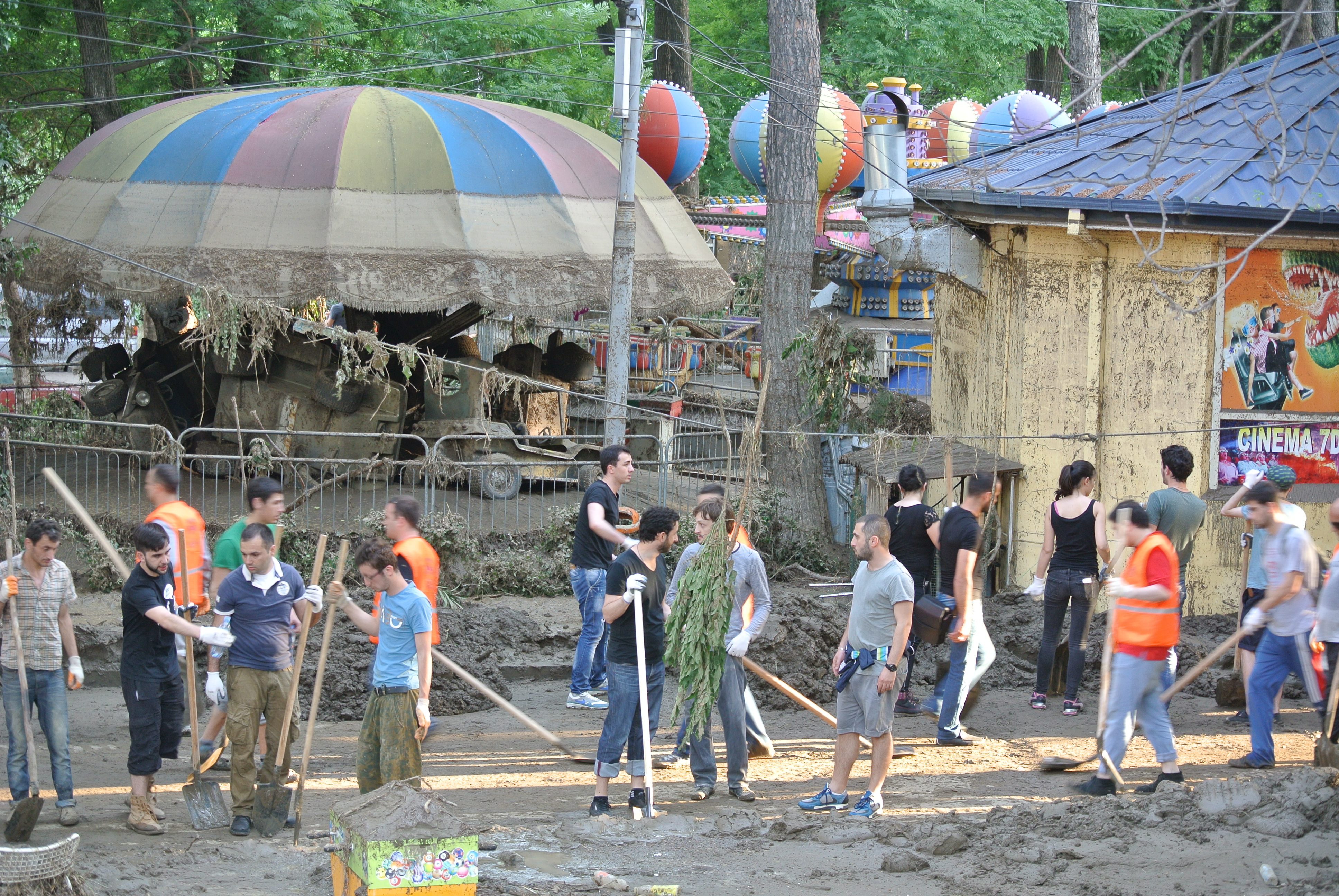
Тбіліський зоопарк після поводі
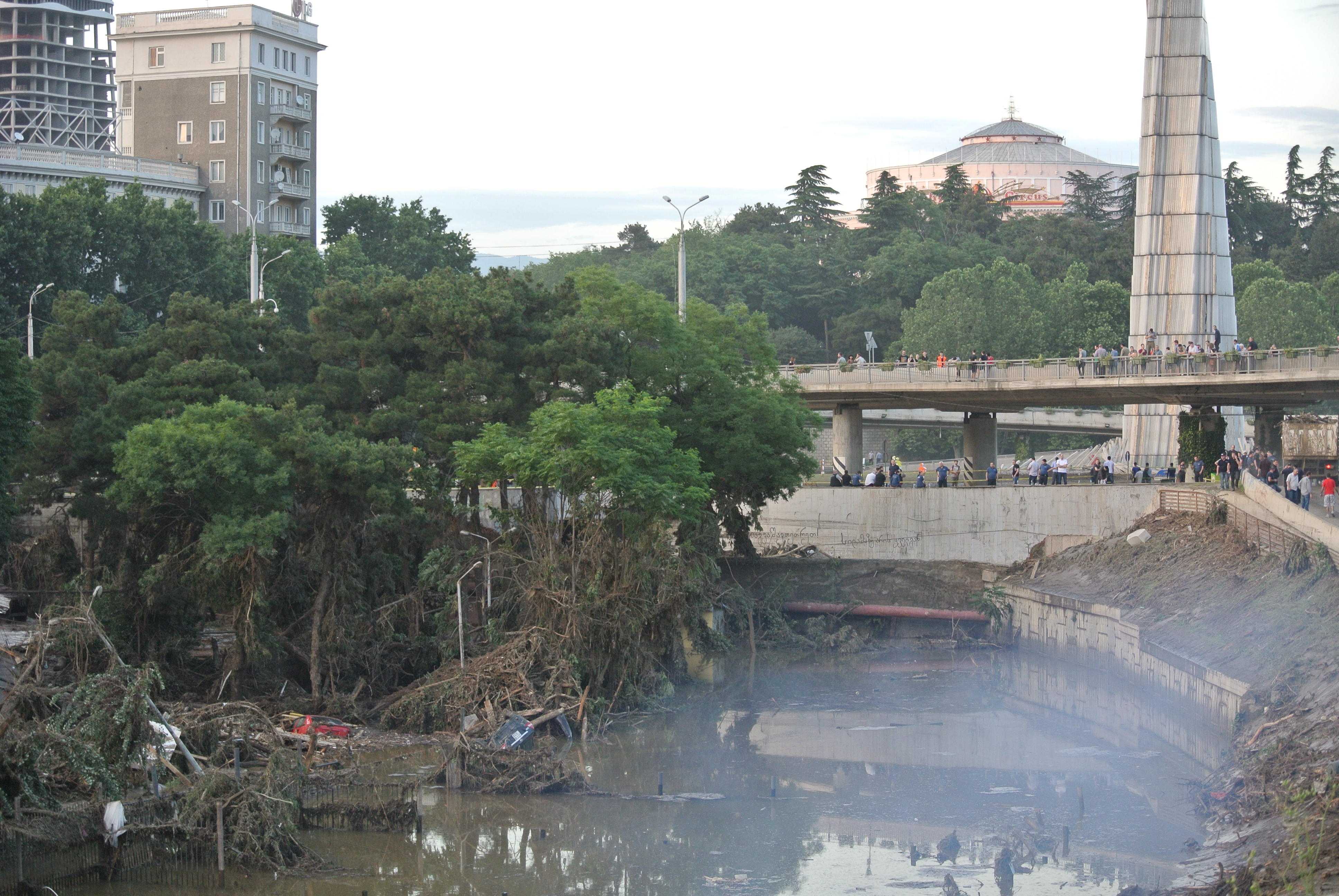
Після поводі
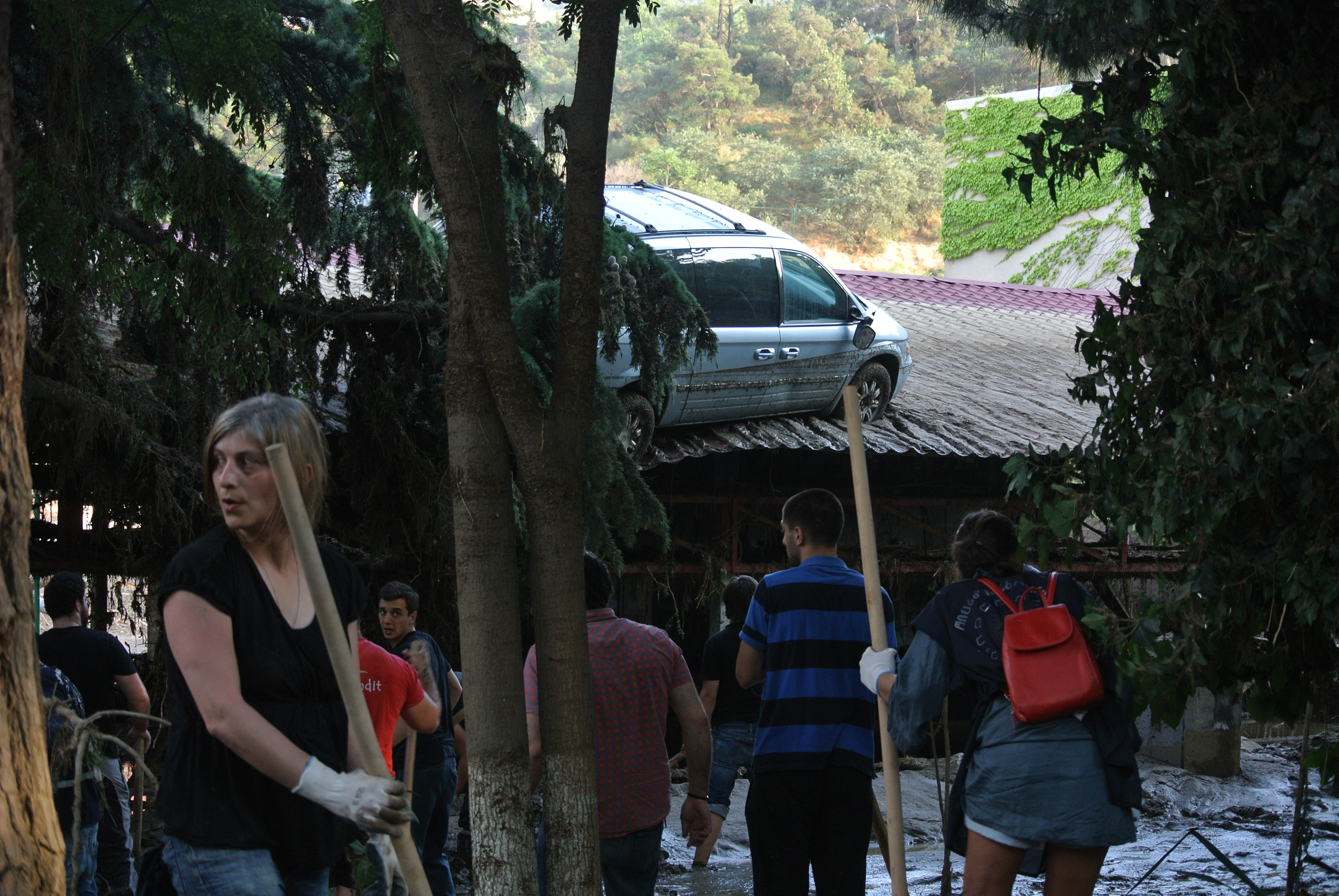
Усередині Тбіліського зоопарку після поводі